# Congregazione dei Confini

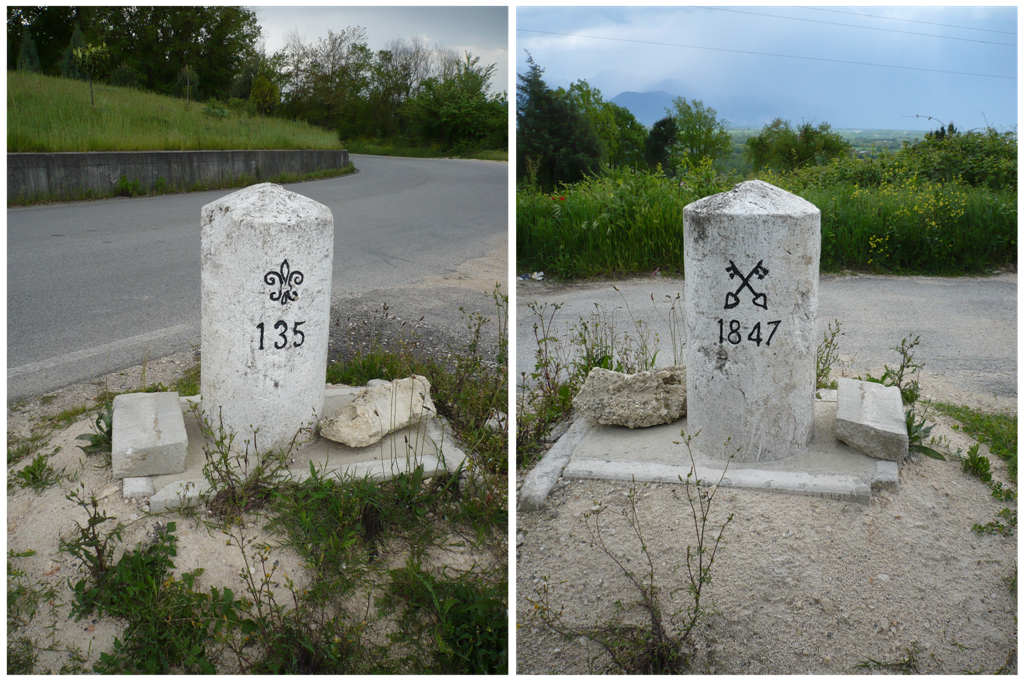
Grenze zwischen San Giovanni Incarico und Falvaterra: Grenzstein Nr. 135 der Grenze zwischen dem Kirchenstaat und dem Königreich beider Sizilien, die 1847 auf der Grundlage des am 26. September 1840 in Rom unterzeichneten Vertrags errichtet wurde (links die bourbonische Seite mit der Lilie und der Grenzsteinnummer, rechts die päpstliche Seite mit den gekreuzten Schlüsseln und dem Jahr der Errichtung)

Die Congregazione dei Confini (italienisch), offiziell lateinisch Congregatio de confinibus Status Ecclesiastici – „Kongregation für Grenzfragen des Kirchenstaats“, war eine Einrichtung der römischen Kurie, die von 1627 bis 1847 bestand.

## Einrichtung
Papst Urban VIII. (reg. 1623–1644) schuf dieses Amt am 1. Oktober 1627 mit der Konstitution Debitum pastoralis officii.

## Funktionen
Um die Integrität des Kirchenstaates zu schützen, hatte diese Institution das Ziel, illegale Abtretungen zu verhindern, indem sie sowohl Streitigkeiten innerhalb des Landes als auch mit ausländischen Nachbarstaaten löste und versuchte, irregulär verlorene Territorien zurückzugewinnen.

## Geschichte
Ursprünglich bestand die Kongregation aus Prälaten, denen ein Kardinal vorstand. Sie verlor im Laufe der Zeit an Bedeutung und trat immer seltener zusammen, außer in für das Gleichgewicht der europäischen Mächte kritischen Momenten. Die Aufgaben wurden teils an die Sacra Consulta, teils an die Congregazione del Buon Governo übertragen, so dass die Person des Sekretärs der Grenzen übrig blieb.
Urban VIII. ernannte Kardinal Bernardino Spada zum Präfekten der Grenzen, und zu den Prälaten der Kongregation gehörten Monsignore Francesco Vitelli und Gaspare Mattei, der später Kardinal wurde. Das erste konkrete Ergebnis der Arbeit dieses Instituts war die Angliederung des Herzogtums Urbino an den Kirchenstaat im Jahr 1631, nachdem die direkten Nachkommen der Herrscherfamilie Della Rovere ausgestorben waren.
Der letzte Vertreter dieser Kongregation war Monsignore Pier Filippo Boatti, der von Gregor XVI. (1831–1846) zunächst zum Sekretär der Grenzen (1831) ernannt wurde, ein Amt, das er während seines gesamten Pontifikats innehatte, und dann 1838 gemeinsam mit Kardinal Tommaso Bernetti zum Bevollmächtigten. Letzterer legte zusammen mit der neapolitanischen Seite, vertreten durch den Markgrafen Francesco Saverio del Carretto und den Grafen Giuseppe Costantino Ludolf, die heikle Frage der Grenze zwischen dem Kirchenstaat und dem Königreich beider Sizilien fest und unterzeichnete in Rom (26. September 1840) den Grenzvertrag zwischen den beiden Nachbarstaaten.

## Auflösung
Die Kongregation für Grenzfragen des Kirchenstaats wurde 1847 mit den ersten Reformen von Papst Pius IX. (1846–1878) aufgelöst.

## Chronik der Präfekten
- Kardinal Marzio Ginetti (1. Oktober 1627 – 2. Oktober 1629, zum Generalvikar Seiner Heiligkeit für die Diözese Rom ernannt)
- Kardinal Bernardino Spada (2. Oktober 1629 – 10. November 1661, verstorben)
- Kardinal Flavio Chigi (29. November 1661 – 13. September 1693, verstorben)
- Vakant (1693–1701)
- Kardinal Fabrizio Spada (1. Januar 1701 – 15. Juni 1717, verstorben)
- Vakant (1717–1719)
- Kardinal Michelangelo Conti (1. Januar 1719 – 8. Mai 1721, als Papst Innozenz XIII. gewählt)
- Kardinal Nicola Gaetano Spinola (8. Mai 1721 – 12. April 1735, verstorben)
- Kardinal Domenico Riviera (12. April 1735 – 2. November 1752, verstorben)